# Comté d'Atascosa
Le comté d'Atascosa, en  anglais : Atascosa County, est un comté situé dans le sud de l'État du Texas aux États-Unis. Fondé le 25 janvier 1856, son siège de comté est la ville de Jourdanton. Selon le recensement des États-Unis de 2020, sa population est de 48 981 habitants.

## Comtés adjacents
| Comté de Medina   | Comté de Bexar    | Comté de Wilson   |
| Comté de Frio     | comté d'Atascosa  | Comté de Karnes   |
| Comté de La Salle | Comté de McMullen | Comté de Live Oak |

## Démographie
Lors du recensement de 2010, le comté comptait une population de 44 911 habitants. Elle est estimée, en 2017, à 48 981 habitants,.

Pyramide des âges du comté d'Atascosa (2000).

| Groupes           | Comté de Atascosa | Texas | États-Unis |
| ----------------- | ----------------- | ----- | ---------- |
| Blancs            | 84,9              | 70,4  | 72,4       |
| Autres            | 10,9              | 10,6  | 6,4        |
| Métis             | 2,3               | 2,5   | 2,7        |
| Afro-Américains   | 0,8               | 11,9  | 12,6       |
| Amérindiens       | 0,8               | 0,7   | 0,9        |
| Asiatiques        | 0,4               | 3,8   | 4,8        |
| Total             | 100               | 100   | 100        |
|                   |                   |       |            |
| Latino-Américains | 61,9              | 37,6  | 16,7       |